# Мириловац
Мириловац је насеље у Србији у општини Параћин у Поморавском округу, на 6 километара источно од Параћина. Према попису из 2022. било је 509 становника.
Овде се налазе Запис Бор код дома (Мириловац) и Запис липа (Мириловац).

## Демографија
У насељу Мириловац живи 723 пунолетна становника, а просечна старост становништва износи 48,9 година (48,2 код мушкараца и 49,5 код жена). У насељу има 274 домаћинства, а просечан број чланова по домаћинству је 3,05.
Ово насеље је великим делом насељено Србима (према попису из 2002. године).
|  |

| Демографија | Демографија | Демографија |
| Година      | Становника  | Становника  |
| ----------- | ----------- | ----------- |
| 1948.       | 1.649       |             |
| 1953.       | 1.671       |             |
| 1961.       | 1.656       |             |
| 1971.       | 1.437       |             |
| 1981.       | 1.274       |             |
| 1991.       | 1.088       | 1.024       |
| 2002.       | 835         | 914         |

| Етнички састав према попису из 2002.‍ | Етнички састав према попису из 2002.‍ | Етнички састав према попису из 2002.‍ | Етнички састав према попису из 2002.‍ | Етнички састав према попису из 2002.‍ |
| ------------------------------------ | ------------------------------------ | ------------------------------------ | ------------------------------------ | ------------------------------------ |
|                                      |                                      |                                      |                                      |                                      |
| Срби                                 | Срби                                 |                                      | 818                                  | 97,96%                               |
| Црногорци                            | Црногорци                            |                                      | 1                                    | 0,11%                                |
| Хрвати                               | Хрвати                               |                                      | 1                                    | 0,11%                                |
| Словаци                              | Словаци                              |                                      | 1                                    | 0,11%                                |
| Македонци                            | Македонци                            |                                      | 1                                    | 0,11%                                |
| непознато                            | непознато                            |                                      | 5                                    | 0,59%                                |

| Година пописа     | 1948. | 1953. | 1961. | 1971. | 1981. | 1991. | 2002. |
| ----------------- | ----- | ----- | ----- | ----- | ----- | ----- | ----- |
| Број домаћинстава | 324   | 333   | 358   | 345   | 329   | 303   | 274   |

| Број чланова      | 1  | 2  | 3  | 4  | 5  | 6  | 7 | 8 | 9 | 10 и више | Просек |
| ----------------- | -- | -- | -- | -- | -- | -- | - | - | - | --------- | ------ |
| Број домаћинстава | 60 | 76 | 41 | 29 | 31 | 31 | 5 | 1 | 0 | 0         | 3,05   |

| Пол    | Укупно | Неожењен/Неудата | Ожењен/Удата | Удовац/Удовица | Разведен/Разведена | Непознато |
| ------ | ------ | ---------------- | ------------ | -------------- | ------------------ | --------- |
| Мушки  | 360    | 78               | 235          | 37             | 10                 | 0         |
| Женски | 384    | 43               | 245          | 83             | 11                 | 2         |
| УКУПНО | 744    | 121              | 480          | 120            | 21                 | 2         |

| Пол    | Укупно                    | Пољопривреда, лов и шумарство | Рибарство                            | Вађење руде и камена | Прерађивачка индустрија       |
| ------ | ------------------------- | ----------------------------- | ------------------------------------ | -------------------- | ----------------------------- |
| Мушки  | 204                       | 82                            | 0                                    | 0                    | 69                            |
| Женски | 150                       | 91                            | 0                                    | 0                    | 32                            |
| УКУПНО | 354                       | 173                           | 0                                    | 0                    | 101                           |
| Пол    | Производња и снабдевање   | Грађевинарство                | Трговина                             | Хотели и ресторани   | Саобраћај, складиштење и везе |
| Мушки  | 2                         | 8                             | 15                                   | 3                    | 11                            |
| Женски | 0                         | 0                             | 5                                    | 1                    | 4                             |
| УКУПНО | 2                         | 8                             | 20                                   | 4                    | 15                            |
| Пол    | Финансијско посредовање   | Некретнине                    | Државна управа и одбрана             | Образовање           | Здравствени и социјални рад   |
| Мушки  | 0                         | 2                             | 2                                    | 3                    | 1                             |
| Женски | 0                         | 0                             | 3                                    | 9                    | 4                             |
| УКУПНО | 0                         | 2                             | 5                                    | 12                   | 5                             |
| Пол    | Остале услужне активности | Приватна домаћинства          | Екстериторијалне организације и тела | Непознато            | Непознато                     |
| Мушки  | 4                         | 0                             | 0                                    | 2                    | 2                             |
| Женски | 1                         | 0                             | 0                                    | 0                    | 0                             |
| УКУПНО | 5                         | 0                             | 0                                    | 2                    | 2                             |